# Uthörn
Uthörn (dänisch: Udhjørne Holm, nordfriesisch: Uthörn) ist eine kleine Nebeninsel der nordfriesischen Nordseeinsel Sylt und ist nach dieser die zweitnördlichste Insel in Deutschland. Uthörn gehört zur Sylter Gemeinde List.

## Geographie
Die Insel liegt im Königshafen, einer Bucht auf der dem Watt zugewandten östlichen Seite von Sylt. Sie befindet sich nördlich des Ortes List und gut einen Kilometer südlich der Halbinsel Ellenbogen, dem nördlichsten Punkt Deutschlands.
Uthörn ist 780 Meter lang, bis zu 240 Meter breit und hat eine Fläche von gut 13 Hektar. Die Insel ist relativ jung und hat sich aus einer Sandbank entwickelt. Durch Sand-Anspülungen von den Sylter Küstendünen ist Uthörn mittlerweile auf eine Höhe von gut 4,10 Metern über NN angewachsen und wird bei Hochwasser nicht mehr überflutet. Man nimmt an, dass sich das Wachstum der Insel in Zukunft fortsetzen wird. Bisher ist Uthörn lediglich mit für die Nordseeküste typischen Pionierpflanzen wie dem Gewöhnlichen Strandhafer bewachsen.

## Naturschutz
Die Insel liegt nur wenige Meter vom Wattufer der Insel Sylt entfernt. Sie kann zu Fuß über das seichte Wattenmeer erreicht werden. Da sie jedoch Brut- und Rastgebiet seltener und geschützter Meeresvögel ist, ist sie als „Vogelschutzgebiet Uthörn“ ausgewiesen und darf nur mit ausdrücklicher Genehmigung betreten werden. Zudem liegt sie im Nationalpark Schleswig-Holsteinisches Wattenmeer.